# Брахицереус
Брахицереус (лат. Brachycereus) — монотипный род суккулентных растений семейства Кактусовые (Cactaceae). На 2023 год включает один вид — Brachycereus nesioticus, который является эндемиком Галапагосских островов. Растение также называют «лавовым кактусом» из-за того, что оно встречается в близи лавовых полей.

## Название
Родовое латинское название Brachycereus происходит от др.-греч. βραχύ, (brakhú) — «короткий» и названия рода Cereus — Цереус (от лат. cereus — «восковой» или «восковая свеча».
Видовой латинский эпитет nesioticus происходит от др.-греч. νῆσος, (nêsos) — «остров».

## Описание

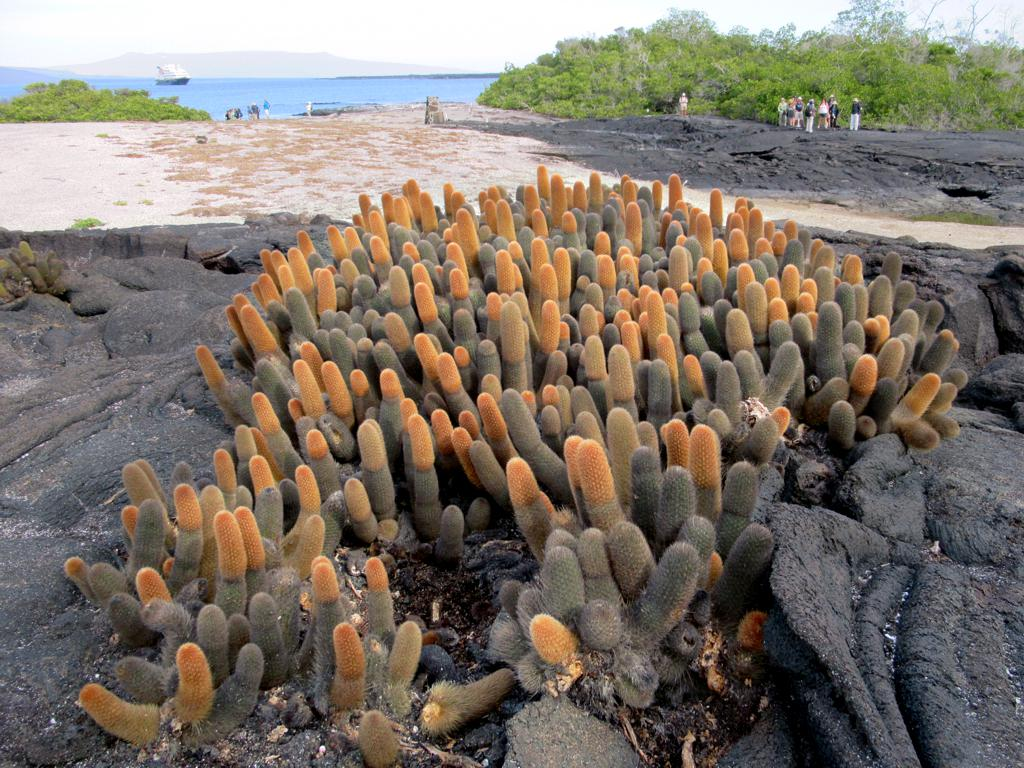
Популяция

Многостебельный Brachycereus nesioticus образует плотные подушки, достигающие в окружности до 2 м. Цилиндрические стебли, густо покрытые колючками, вырастают до высоты 10-50 см и имеют диаметр 3-5 см. Защитные и декоративные колючки длиной 0,5-5 см имеют желтоватый цвет и темнеют с возрастом. Имеет 16-22 ребер. 
Кремово-белые цветки раскрываются днем, имеют длину 6-11 см и диаметр 2-5,5 см. Темные, мясистые плоды длиной 1,5-3,5 см и диаметром 1-1,4 см содержат коричневато-черные, округлые до яйцевидных семена диаметром 1-1,5 миллиметров.

## Таксономия
Brachycereus Britton & Rose, первое упоминание в Cact. 2: 120 (1920).

### Виды
По данным сайта Plants of the World Online на 2023 год, род включает один подтверждённый вид:
- Brachycereus nesioticus (K.Schum. ex B.L.Rob.) Backeb.

#### Синонимы (вида)
Гомотипные (основанные на одном и том же номенклатурном типе):
- Cereus nesioticus K.Schum. ex B.L.Rob. (1903)

Гетеротипные (основанные на разных номенклатурных типах):
- Brachycereus thouarsii (Britton & Rose) Britton & Rose (1920)